# Sedona

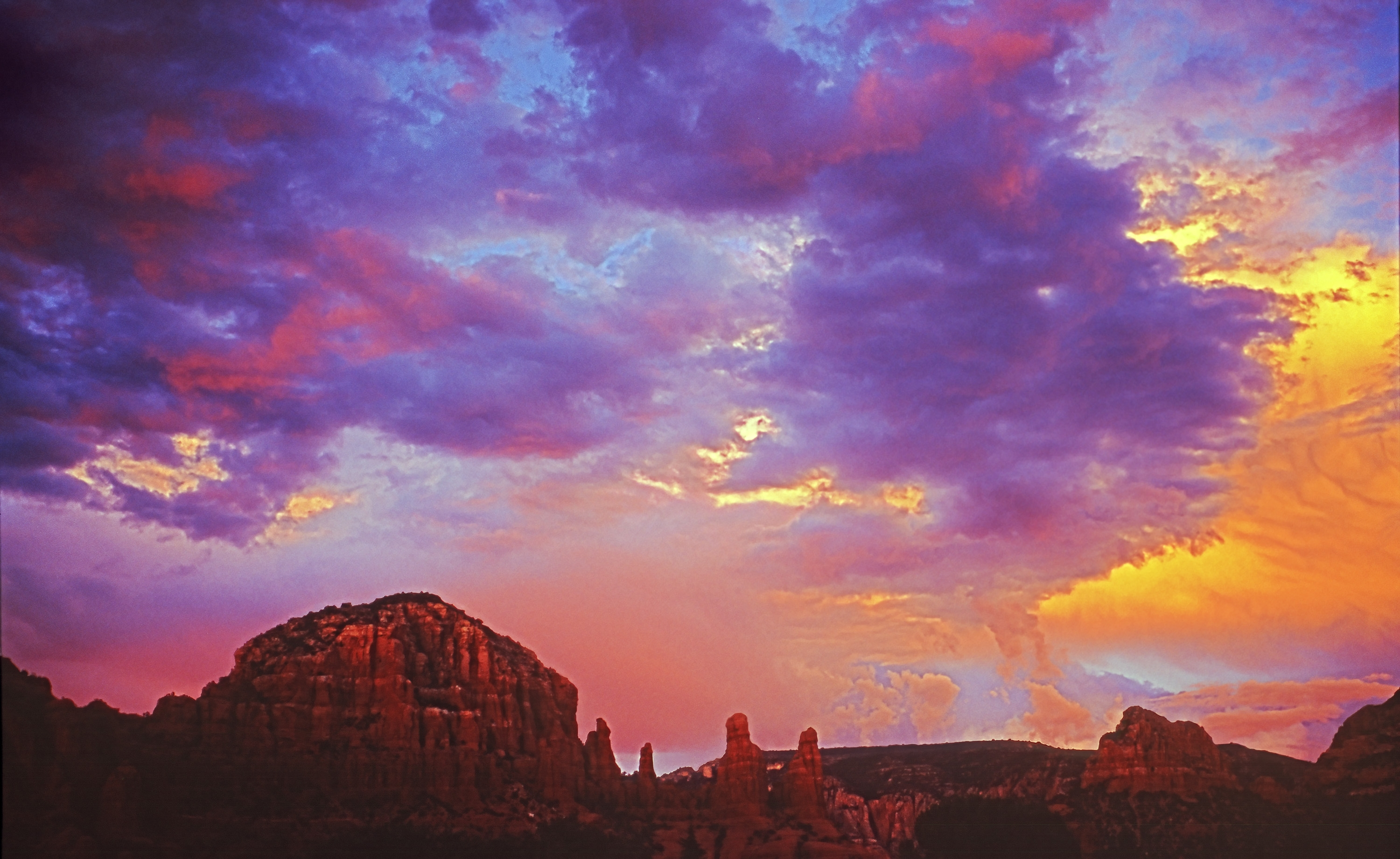
Zonsondergang bij de Red Rocks, nabij Sedona

Sedona is een plaats (city) in de Amerikaanse staat Arizona, en valt bestuurlijk gezien onder Coconino County en Yavapai County. Sedona was aanvankelijk niet meer dan een boerendorp. Vanaf de jaren 50 en '60 van de twintigste eeuw vestigden zich er steeds meer kunstenaars. In de jaren 80 werd Sedona een belangrijk centrum voor new-age-aanhangers en mensen die in spiritualiteit geïnteresseerd zijn.

## Demografie
Bij de volkstelling in 2000 werd het aantal inwoners vastgesteld op 10.192.
In 2006 is het aantal inwoners door het United States Census Bureau geschat op 11.323, een stijging van 1131 (11,1%).

## Geografie
Volgens het United States Census Bureau beslaat de plaats een oppervlakte van
48,2 km², geheel bestaande uit land. Sedona ligt op ongeveer 1326 m boven zeeniveau.

## Toerisme
Sedona kent een aanzienlijke hoeveelheid hotels. De plaats is geliefd bij toeristen vanwege de mogelijkheid om vanuit Sedona aantrekkelijke wandel- en autotochten te maken, vanwege de prachtige omgeving.

## Plaatsen in de nabije omgeving
De onderstaande figuur toont nabijgelegen plaatsen in een straal van 32 km rond Sedona.